# Žika Mitrović
Živorad „Žika” Mitrović (în sârbă Жика Митровић; n. 3 septembrie 1921, Belgrad, Regatul Iugoslaviei – d. 29 ianuarie 2005, Belgrad, Republica Serbia, Serbia și Muntenegru) a fost un regizor și scenarist sârb și iugoslav. A regizat 20 de lungmetraje între 1955 și 1986. Filmul său din 1974, Republica Užice, a intrat în concurs la cel de-al 9-lea Festival Internațional de Film de la Moscova, unde a obținut o diplomă.

## Filmografie
- 1958 Miss Stone (Мис Стоун)
- 1960 Semnale deasupra orașului (Signali nad gradom)
- 1963 Nevesinjska puška
- 1964 Marșul spre Drina (Marš na Drinu)
- 1966 Zeugin aus der Hölle⁠(de)[traduceți]
- 1974 Užička Republika